# Ecoanarchisme
Ecoanarchisme of groen anarchisme is een stroming binnen het anarchisme met een sterke nadruk op milieukwesties. De Amerikaanse schrijver Henry David Thoreau oefende met zijn boek Walden een grote invloed uit op het vroege ecoanarchisme. In de late 19e eeuw ontstond anarchonaturisme, een fusie van anarchisme en naturisme, in anarchistische kringen in Frankrijk, Spanje en Portugal.
Sommige groene anarchisten kunnen omschreven worden als anarchoprimitivisten, maar zeker niet alle groene anarchisten zijn primitivisten. Veel, maar zeker niet alle, ecoanarchisten uiten sterke kritiek op moderne technologieën.

## Externe link

Groen-zwarte vlag, een ecoanarchistisch symbool.